# Giuseppe Visconti di Modrone
Giuseppe Visconti di Modrone (10 novembre 1879 - 16 décembre 1941) de la famille Visconti, est duc de Grazzano Visconti, comte de Lonate Pozzolo, homme d'affaires et dirigeant sportif italien. Il est le père du réalisateur Luchino Visconti.

## Biographie
Giuseppe Visconti di Modrone naît le 10 novembre 1879 à Milan. 
Il épouse Carla Erba (1880–1939), petite-fille et héritière du patron d'industrie pharmaceutique Carlo Erba et nièce du compositeur et éditeur Giulio Ricordi. Ce mariage unit deux des familles les plus en vue de Milan, l'une par sa naissance, l'autre pour sa richesse. 
Ils ont sept enfants : Guido, Anna, Luigi, Luchino, Edoardo, Ida Pace et Uberta. 
En 1924, le couple Visconti se sépare, mais reste marié. 
Il entre au conseil d'administration de La Scala de Milan (traditionnellement financé par lui et d'autres familles de Milan). En 1914 il prend également la gestion du théâtre Manzoni de Milan et y crée une compagnie de théâtre en collaboration avec le dramaturge Marco Praga. 
De 1914 à 1919 il est président de l'Inter de Milan. 
Au début des années 1900 il fait restaurer le village en ruine de Grazzano Visconti et son château. Il en fait un village de style néo-médiéval.